# Hoya gracilipes
Hoya gracilipes är en oleanderväxtart som beskrevs av Rudolf Schlechter. Hoya gracilipes ingår i släktet Hoya och familjen oleanderväxter. Inga underarter finns listade i Catalogue of Life.